# デス・サイト
『デス・サイト』（原題：Il cartaio）は、2004年制作のイタリアのジャッロ映画。ダリオ・アルジェント監督。日本では劇場未公開。

## あらすじ
ローマ市警察の女性警察官アンナ・マリのもとにある日、謎の電子メールが送られてきた。そこに添付されていた奇妙なオンラインポーカーゲームのサイトにアクセスすると、人質の女性の映像が映し出され、ゲームを要求してくる。勝てば人質を解放するが、負けたり、またはゲームを拒否した場合は人質を殺すという。
アンナは上司にゲームへ参加するべきだと主張するが、反対されたため参加せず、犯人の警告通り人質は殺害されて発見されてしまう。その後、新たな女性を誘拐したとして、再び犯人からゲームの挑戦メールが送られてきた。アンナの同僚のカルロが勝負に挑むが敗北、人質の女性はまたしても遺体で発見される。
アンナはイギリスからやってきた刑事のジョンとコンビを組み、犯人の手掛かりを追うが、犯人は強固な防御壁と高性能なサーバーを使用しており、追跡は困難を極める。そうするうちにも、次々と犠牲者は増えていった。
そんな中、天才的なポーカーの才能を持つ青年レモの存在を知ったアンナは彼をポーカーゲームに参加させ、レモは見事に勝利。人質となった女性も救出されるが、レモは何者かに襲われて殺害されてしまう。
だが、これまでの殺害映像の音声を調べていたジョンは、背後に鳴っていた午砲の音からリアルタイムと思われていたポーカー勝負中の中継映像は録画で、ゲームが開始された時には人質はすでに殺害されていたイカサマだった事をつきとめる。さらに被害者の遺体に付着していた植物の種から犯人のアジトと思しき場所を突き止めるが…。　

## キャスト
- アンナ・マリ：ステファニア・ロッカ（吹替：林真里花）
- ジョン・ブレナン：リアム・カニンガム（吹替：小山力也）
- カルロ：クラウディオ・サンタマリア（吹替：村治学）
- ルチア：フィオーレ・アルジェント
- レモ：シルヴィオ・ムッチーノ

その他　仲野裕／川島得愛／横島亘／横尾博之／田島俊弥／滝知史／赤城進／魚建／上條和佳奈／黒川なつみ／大林洋平／渡部洋／野々目良子／小林翠／有村智子
＜日本語版制作スタッフ＞
演出：松川陸
翻訳：松田順子
調整：安齋歩
制作：プロセンスタジオ

## スタッフ
監督：ダリオ・アルジェント
製作：クラウディオ・アルジェント
脚本：ダリオ・アルジェント、フランコ・フェリーニ
撮影：ベノワ・デビエ
音楽：クラウディオ・シモネッティ

## 映像ソフト
デス・サイト　DVD　廃盤
「サスペリア」「フェノミナ」等の監督を務めたダリオ・アルジェントの作品。
現代社会の象徴とも言えるインターネットを巧みに利用した猟奇殺人者を描いたサイコホラー作品。
規格品番：THD-12771
発売日：2004年07月02日
発売元：株式会社タキ・コーポレーション
販売元：株式会社タキ・コーポレーション